# Campylobacter jejuni
Campylobacter jejuni är en patogen bakterie som är vanlig hos framförallt fåglar och orsakar sjukdom hos människor i form av akuta mag- och tarmproblem. Smittan kan överföras från djur till människa och är därför en zoonos. Spridningen sker genom smittat livsmedel som inte har värmts upp tillräckligt och genom avföring. En ökning har setts under de senaste tio åren och C. jejuni är numera orsak till mag- och tarmsjukdomar i lika hög omfattning som Salmonella.  Toppar av sjukdomsfall kan ses under sensommaren, juli till september, något som kan kopplas ihop med grillsäsongen.  Bakterien är känslig för värme och vid temperaturer över 60 grader Celsius dör bakterien.

## Historia
1963 beskrevs och namngavs Campylobacter-släktet efter att Vibrio fetus bytte namn till Campylobacter fetus.
Det var först i början av 1980-talet som Campylobacter jejuni upptäcktes som art och har sedan dess snabbt blivit identifierad som en av de vanligast förekommande patogenerna i livsmedel  och har visat sig vara en större källa till magsjukdomar än salmonella.
Släktet Campylobacter har vuxit avsevärt sedan den första beskrivningen 1963 och bestod i december 2014 av 26 olika arter.  Bland dessa är C. jejuni en av de vanligaste när det kommer till Campylobacterios och inflammation i tarmen, så kallad "Enterit" hos människor. 

## Utseende, levnad och genom
C. jejuni är en gramnegativ spiral- och stavformad bakterie. I ena eller båda ändarna finns en flagell.   C. jejuni har en cirkulär kromosom med 1 641 481 baspar där 30,6% är G+C. Dessa kodar av 1 654 proteiner och 54 RNA-sorter. Bakterien är mikroaerofil och trivs därför i miljöer med reducerad syrehalt (5%) och förhöjd CO₂-halt (10%). Optimal temperatur för tillväxt är 42 grader Celsius men den växer inom spannet 30-45 grader Celsius. Bakterien klarar av pH-variationer mellan 4,9 och 9,5 men trivs bäst när pH ligger runt 6,5-7,5. Detta gör att C. jejuni inte klarar av att leva i till exempel filprodukter (syrade mjölkprodukter) där pH är för lågt.

## Förekomst i Sverige
Infektioner orsakade av Campylobacter påträffas i hela världen. I Sverige är det den vanligaste orsaken till tarmsjukdom orsakad av bakterier, då främst av C. jejuni och C. coli.
I Sverige finns sedan 1991 ett övervakningsprogram för Campylobacter hos slaktkyckling. Procenten slaktkycklingflockar med smitta har minskat från att 2002 ligga på cirka 20% till 15,2% år 2016.  Men just 2016 visade dessa tester att förekomsten av Campylobacter i slaktkycklingflockar och antalet Campylobacter i kycklingkött var betydligt högre än tidigare år. Sjukdomsstatistiken visade att över 11 000 fall av campylobacterios hade rapporterats jämfört med motsvarande 8000 - 9000 fall/år under de senaste åren. Av dessa visade det sig att över 60% blivit smittade i Sverige. Detta visade sig bero på brister i rengöringen av transportlådor på ett slakteri vilket gjorde att smittan spreds mellan olika anläggningar. När smittkällan hittades kunde detta åtgärdas. Resterande cirka 40% var utlandsresenärer som smittats under semester i Europa eller Sydostasien.

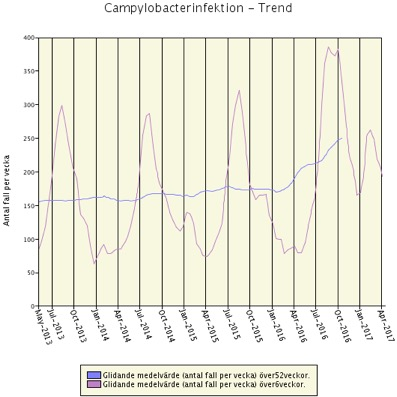
Antalet fall av campylobacterinfektion i Sverige ökar

När det kommer till infektioner orsakade av C. jejuni antas att mörkertalet är stort och det verkliga antalet smittade per år istället är 10 gånger fler än vad som rapporteras. 

## Sjukdom
Genom att till exempel äta livsmedel eller dricka vatten smittat av C. jejuni får man i sig bakterien vilket i tillräckligt stor dos ger Campylobacterios som är en infektion orsakad av bakterien. Denna infektion resulterar vanligtvis i Enterit som är en inflammation i tarmen och kännetecknas av buksmärtor i form av kramper, vattnig och ibland blodig diarré, feber och allmän sjukdomskänsla.  Människor kan också bli smittade av C. jejuni genom direktkontakt med smittat djur.
Symptom visar sig vanligtvis inom 24 - 72 timmar efter att man har fått i sig bakterien, men kan ta längre tid om dosen bakterier inte är så hög. Inkubationstiden kan vara upp till 10 dygn.
Vanligtvis varar sjukdomen i 7 dagar efter insjuknandet och är oftast självläkande.
Tiden för bärarskap är normalt omkring tre veckor. Längre bärarskap är ovanligt i Sverige.Dock kan C. jejuni leva i tarmen upp till två månader trots att den drabbade är symptomfri.

## Patogenicitet
Dosen bakterier av C. jejuni som krävs för att orsaka sjukdom kan vara så låg som 360 kolonibildande enheter (engelska: colony forming unit, CFU).
Patogeniciteten hos C. jejuni är inte helt förklarad och mycket är fortfarande okänt. Men studier har visat att bakterien använder sig av kemotaxis, motilitet och flagellen för att binda in till epitelceller i tarmens slemhinna och orsaka en inflammation.
C. jejuni tillväxer i tarmen där bakterierna tränger in och invaderar tarmens slemhinna.

## Mottaglighet
Personer i alla åldrar kan drabbas av infektion av C. jejuni. En dansk studie visar dock att en infektion orsakad av C. jejuni oftare drabbar små barn 1- 4 år och unga vuxna mellan 15 och 24 år än personer i andra åldersgrupper. Studier har också visat att det är högre risk att bli smittad och infekterad under sommarmånaderna. Detta tros bero på att svenskarna ändrar sina matvanor under månaderna juni till september. Under denna säsong är det till exempel mycket vanligt med grillning och picknick av olika slag.